# Micrasterias

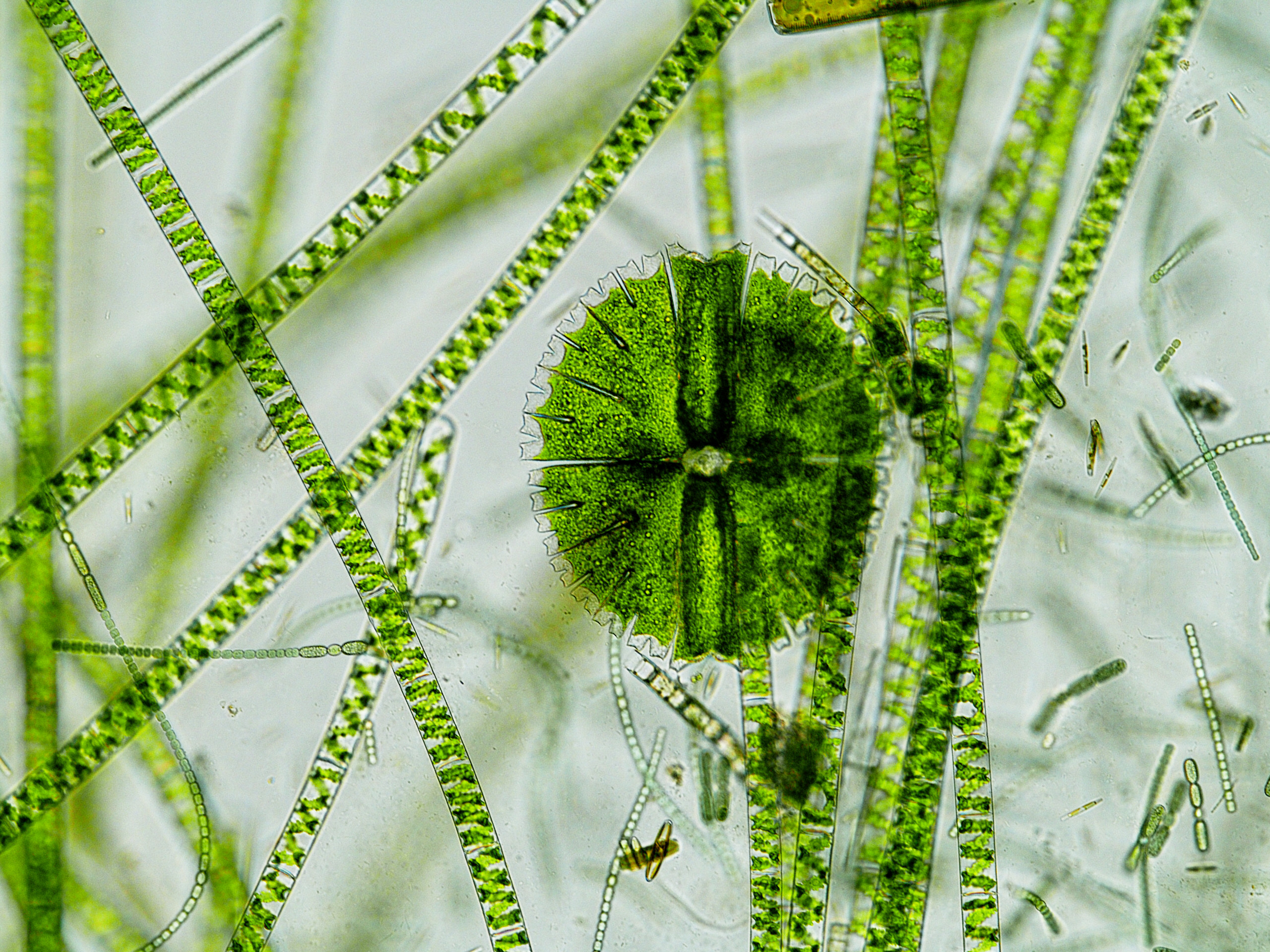
Micrasterias sp., zusammen mit Spirogyra sp., Umweltprobe aus einem Bergbach im Isergebirge (Jizerské Hory), Region Liberec, Tschechien

Micrasterias (schwedisch Stjärnalger ‚Sternalge‘) ist eine ausschließlich in Süßwasser vorkommende Gattung der Zieralgen (Desmidiales) mit rund 40 Arten. Sie wurde von der Sektion Phykologie der Deutschen Botanischen Gesellschaft zur Alge des Jahres 2008 gekürt.

## Merkmale

Schemazeichnungen: Micrasterias-Alge im Detail.

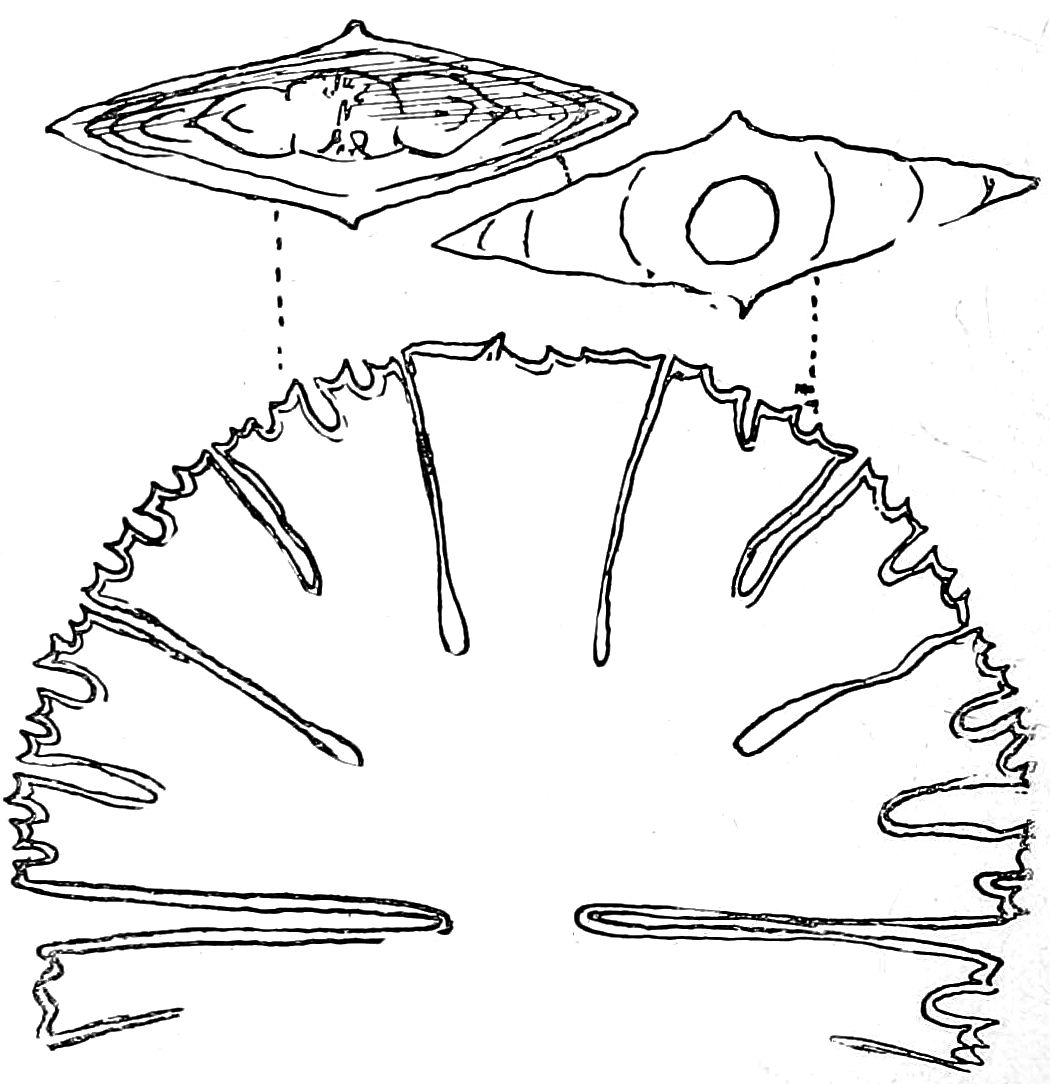
Oben: M. denticulata var. notata: Seitenansicht (spindelförmig), Querschnitt; unten: Aufsicht (Zellhälfte). Skizze von 1909.

Micrasterias sind einzellige unbegeißelte Grünalgen, lediglich die Art M. foliacea bildet Fäden.
Die Zellen sind bei den meisten Arten mit etwa von etwa 200 μm
(60 bis 300 µm) vergleichsweise groß und scheibenförmig abgeflacht, sodass sie in Seitenansicht spindelförmig erscheinen (M. dickiei hat jedoch elliptische, dreistrahlige Zellen).
Eine tiefe mediane Einschnürung (Sinus) teilt die Zellen in zwei symmetrische Hälften (Halbzelken, englisch semicells).
Die Halbzellen von M. ralfsii und M. dickiei sind nicht weiter unterteilt; in der Regel
gibt es aber weitere flache oder tiefere Einschnitte, die jede Halbzelle in einen apikalen (vorderen) Lappen, der auch Scheitellappen genannt wird, und zwei seitliche Lappen unterteilen (englisch apical/polar lob & 2 lateral lobes).
Diese Seitenlappen können weiter unterteilt sein in Lappen zweiter bis vierter Ordnung. Die Zellen erscheinen daher in der Aufsicht sternförmig.
An den Lappen sitzen bei vielen Arten kleine oder große Ausstülpungen der Zellwand in Form stachelförmiger Fortsätze.
Der Zellkern ist farblos und liegt in der Brücke (Isthmus) zwischen den beiden Hälften. In der Regel besitzt jede Halbzelle einen großen flachen Chloroplasten mit etlichen Pyrenoiden. Die Form des Chloroplasten entspricht den Ausbuchtungen der Lappen.
Die Typusart M. furcata hat im eine rundliche Körperform mit fünf Lappen auf jeder Seite, wobei sich von allen 10 Lappen zwei andere, viel kleinere Läppchen abteilen, so dass jede der beiden Seite von M. furcata insgesamt 15 Lappen (große und kleine) hat.

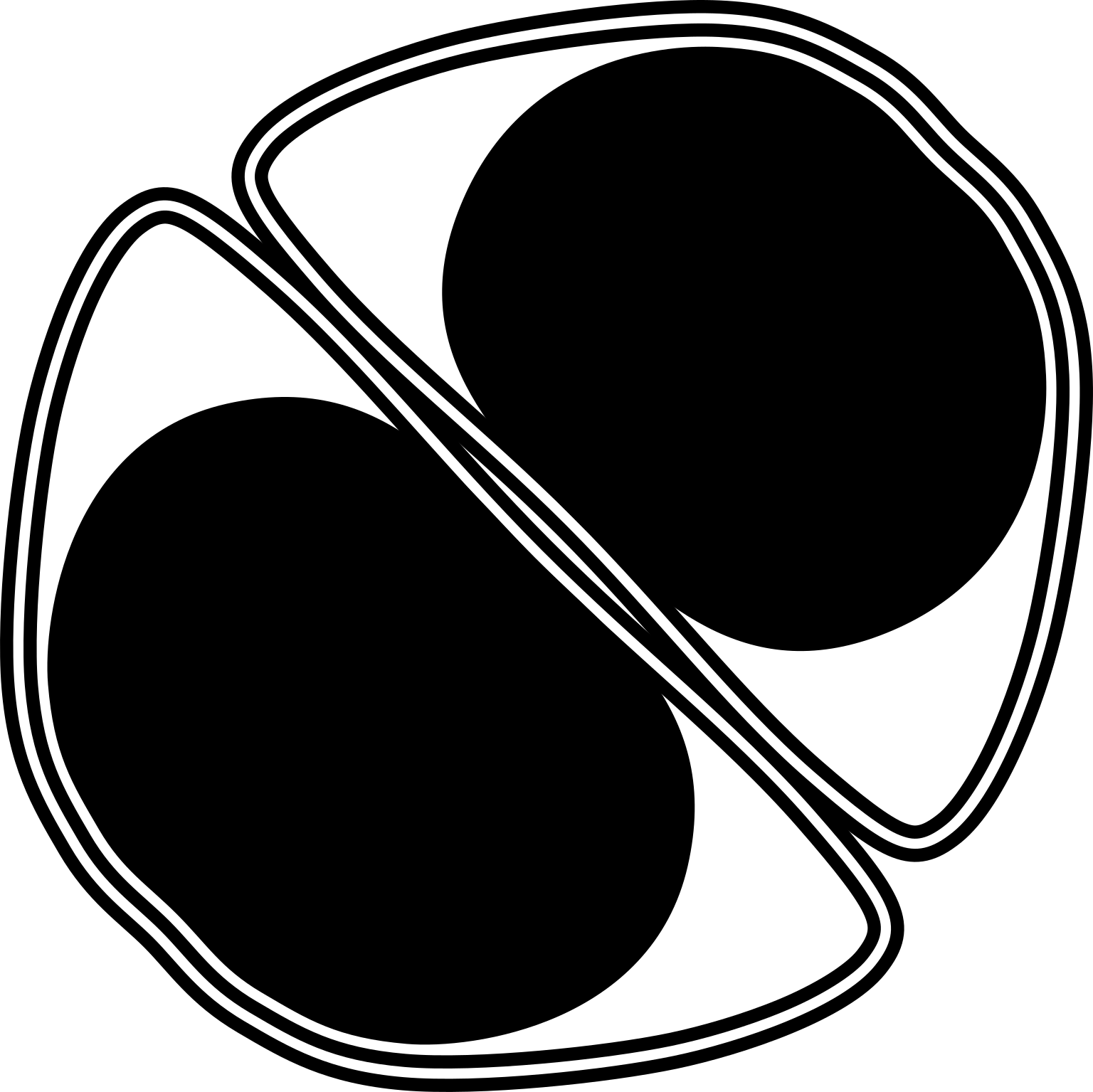
Micrasterias ralfsii [Cosmarium ralfsii], Schemazeichnung

Molekularphylogenetische Analysen haben gezeigt, dass Micrasterias ralfsii (früher Cosmarium ralfsii) trotz abweichender Morphologie (Zellen ellipsoidal ohne Lappen) zur Gattung gehört.
Das Gleiche gilt für Micrasterias dickiei (früher Staurodesmus dickiei), deren Zellen in der Polaransicht dreistrahlig nicht abgeflacht sind mit drei Stacheln auf jeder Halbzelle.
Micrasterias lagert Strontium und Barium aus ihrer Umgebung in internen Kristallen ab, wodurch deren schädliche Wirkung auf den Organismus vermindert wird.

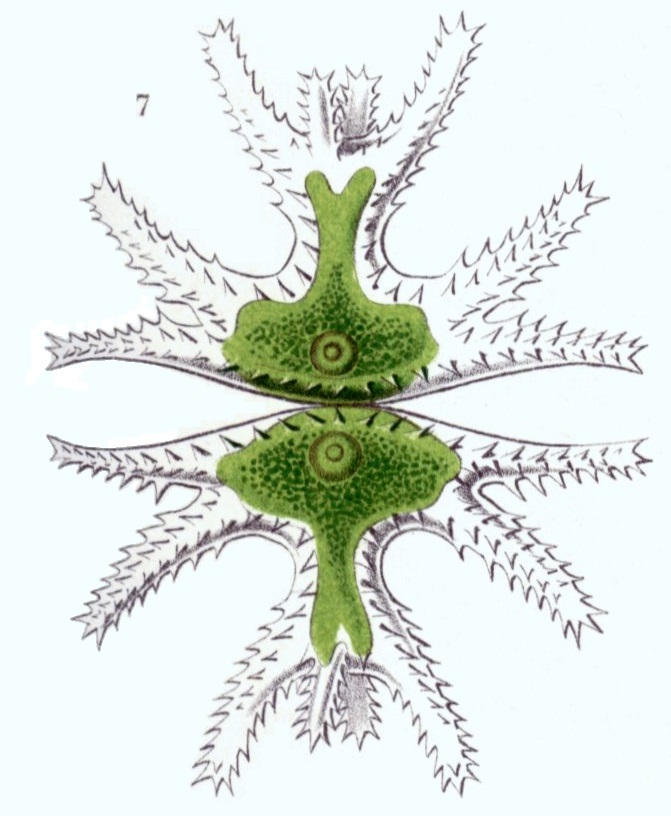
Micrasterias sp. (M. mahabuleshwarensis?), sich teilende Zelle nach Ernst Haeckel, 1904

Die ungeschlechtliche Fortpflanzung erfolgt durch die für die Zieralgen typische Zweiteilung. Die geschlechtliche Fortpflanzung erfolgt durch Konjugation. Die Zygoten sind kugelig, eiförmig oder polyedrisch und bleiben mit den leeren Zellhälften verbunden.

## Vorkommen
Wie andere Angehörige der Familie Desmidiaceae findet man die Gattung Micrasterias in Süßwasser-Habitaten.
Sie kommt nur dort vor und bevorzugt oligotrophe bis mesotrophe Seen und Sümpfe, stehende Gewässer und Hochmoore, oft in Verbindung mit Wasserpflanzen.
Beispielsweise ist M. denticulata in sumpfigem Gelände und in Gräben nicht ungewöhnlich.
Bei Süßwassermikroalgen und anderen mikroskopisch kleinen Organismen wird oft angenommen, dass ihre Arten kosmopolitisch verbreitet sind („Baas-Becking-Hypothese“).
Die Arten der Desmidiaceae bilden jedoch oft eine Ausnahme, wahrscheinlich aufgrund der Tatsache, dass sie meist keine ruhenden Sporen bilden, die eine weitere Ausbreitung ermöglichen würden. Dazu kommt, dass ihre hohe morphologische Komplexität eine leichtere Identifizierung der unterschiedlichen Arten der Gattung ermöglicht.
So scheint Micrasterias muricata in Nordamerika endemisch zu sein, während Micrasterias ceratofera auf Südostasien und Nordaustralien beschränkt zu ist.

## Micrasterias denticulata
Bei M. denticulata sind die Zellen fast kreisförmig mit großen und wedelartigen Lappen, jedes Segment ist fünflappig. Die Farbe ist leuchtend grün, häufig ist der Rand der Lappen oder Wedel farblos.
Ursprünglich sind die beiden Hälften nur durch eine schmale Röhre miteinander verbunden, wie auf der Abbildung zu sehen ist. Bei der Zellteilung verlängert sich diese Verbindungsröhre, dehnt sich aus und wird zu zwei jungen Lappen, die anfänglich eine hellere grüne Farbe haben als die alten Zellhälften. Wenn diese beiden Teile ausgewachsen sind, trennen sie sich. Auf diese Weise entstehen zwei Tochterzellen, von denen jeweils eine Hälfte alt und die andere Hälfte neu ist.

## Modellorganismus
Als Mitglied der Charophyta (alias Streptophytina) und damit der Streptophyta ist Micrasterias phylogenetisch eng mit den Landpflanzen verwandt. Die Gattung weist auch in vielen physiologischen und zellbiologischen Gesichtspunkten Gemeinsamkeiten mit den Landpflanzen auf.
Deshalb, und wegen ihrer beachtlichen Zellgröße, ihrer leichten Kultivierbarkeit, sowie der Zugänglichkeit für die verschiedensten mikroskopischen Techniken, gilt Micrasterias (und insbesondere M. denticulata) zu einem gut geeigneten Modellorganismus der pflanzlichen Zellbiologie.

## Etymologie
Der Gattungsname besteht aus dem Präfix Micr- von  μικρό mikro, deutsch ‚klein‘ und dem Suffix altgriechisch αστερίας astrías, deutsch ‚Seestern‘, englisch starfish, abgeleitet von altgriechisch αστέρας astéras, deutsch ‚Stern‘; bedeutet also „kleiner Seestern“.

## Verallgemeinerung mit Malteserkreuzalge
Die Algengattung Micrasterias wird oft mit Malteserkreuzalge ins Deutsche übersetzt. Tatsächlich ist aber nur Micrasterias crux-melitensis als Malteserkreuzalge zu bezeichnen, alle anderen Arten nicht.

## Artenliste
Die folgende auszugsweise Artenliste hat den Stand 30. Dezember 2024:
Gattung Micrasterias C. Agardh ex Ralfs, 1848(A,N,T,W)
- Micrasterias americana Ehrenberg ex Ralfs 1848(A,N,S,W)
- Micrasterias anomala W. B. Turner 1893(A,N,W)[17]
- Micrasterias apiculata Meneghini ex Ralfs 1848(A,N,S,W)
- Micrasterias borgei Willi Krieger, 1939(A,T,W)
- Micrasterias brachyptera Lundell, 1871(A,N,W)
- Micrasterias ceratofera Joshua 1885(A,N,W)
- Micrasterias crux-melitensis Ralfs 1848(A,N,S,W)[17] (Malteserkreuzalge(S))
- Micrasterias decemdentata (Nägeli) W. Archer 1861(A,N,W)
- Micrasterias denticulata Brébisson ex Ralfs 1848(A,N,S,W)[9]
- Micrasterias depauperata Nordstedt 1869(A,N)
- Micrasterias dickiei (Ralfs) Škaloud, Nemjová, Veselá, Černá & Neustupa 2011(A,N,W) [Staurodesmus dickiei]
- Micrasterias fimbriata Ralfs 1848(A,N,S,W)
- Micrasterias foliacea Bailey ex Ralfs 1848(A,N,T,W)[17][18]
- Micrasterias furcata C. Agardh ex Ralfs 1848(A,N,S,W) [Micrasterias radiata Hassall ex West & G. S. West 1905(A)] (Typusgattung(A))
- Micrasterias hardyi G. S. West 1905(A,N,W)
- Micrasterias jenneri Ralfs 1848(A,N,W)
- Micrasterias laticeps Nordstedt 1870(A,N,W)
- Micrasterias mahabuleshwarensis J. Hobson 1863(A,N,W)[17]
- Micrasterias moebii (O. Borge) West & G. S. West 1897(A,N,W)
- Micrasterias muricata Ralfs 1848(A,N,W)
- Micrasterias nordstedtii Thomasson, 1973?(A,N,W)
- Micrasterias oscitans Ralfs, 1848(A,W)
- Micrasterias papillifera Brébisson ex Ralfs 1848(A,N,W)
- Micrasterias pinnatifida Ralfs 1848(A,N,S,W?)
- Micrasterias radians W. B. Turner 1893(A,N,W)
- Micrasterias radiosa Ralfs 1848(A,N,T,W)
- Micrasterias ralfsii (Brébisson ex Ralfs) Škaloud, Nemjova, Vesela, Černá & Neustupa 2011(A,N,W)[1][6] [Cosmarium ralfsii]
- Micrasterias rotata Ralfs 1848(A,N,S,W)
- Micrasterias semiradiata Brébisson ex Kützing 1849(A,N)
- Micrasterias tetraptera West & G. S. West 1898(A,N,W)
- Micrasterias thomasiana W. Archer 1862(A,N,W)[17]
- Micrasterias torreyi Bailey 1848(A,N,W)
- Micrasterias tropica Nordstedt 1870(A,N,W)
- Micrasterias truncata Brébisson ex Ralfs 1848(A,N,S,W)[17]
- Micrasterias verrucosa Bisset 1885(A,N,W)
- Micrasterias zeylanica F. E. Fritsch 1907(A,N,W)

(A) – AlgaeBase
(N) – Taxonomie des National Center for Biotechnology Information (NCBI)
(S) – Streble
(T) – The Taxonomicon
(W) – World Register of Marine Species (WoRMS)
? – unsicher

## Video & Bildergalerie

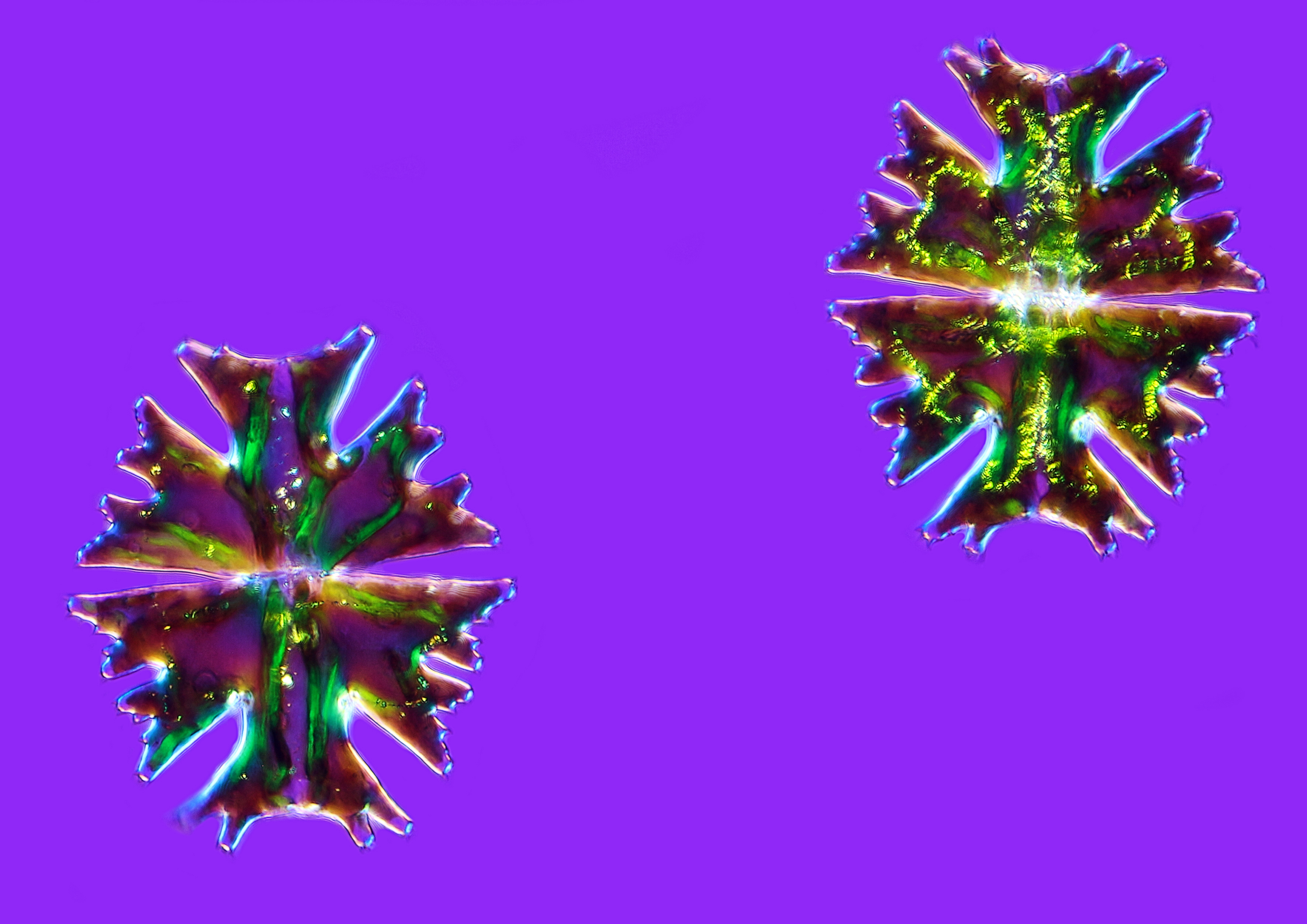
Micrasterias americana
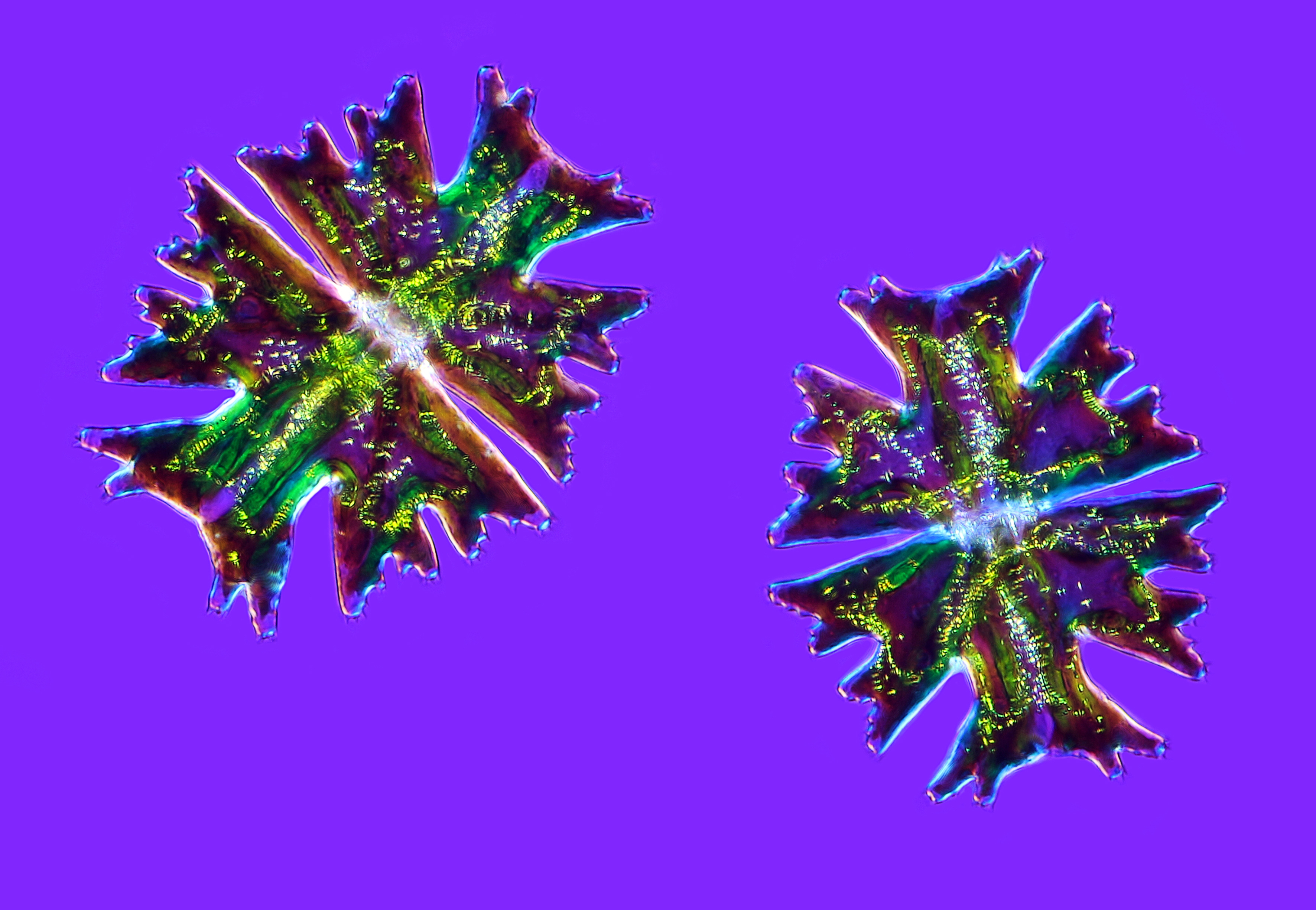
Micrasterias americana
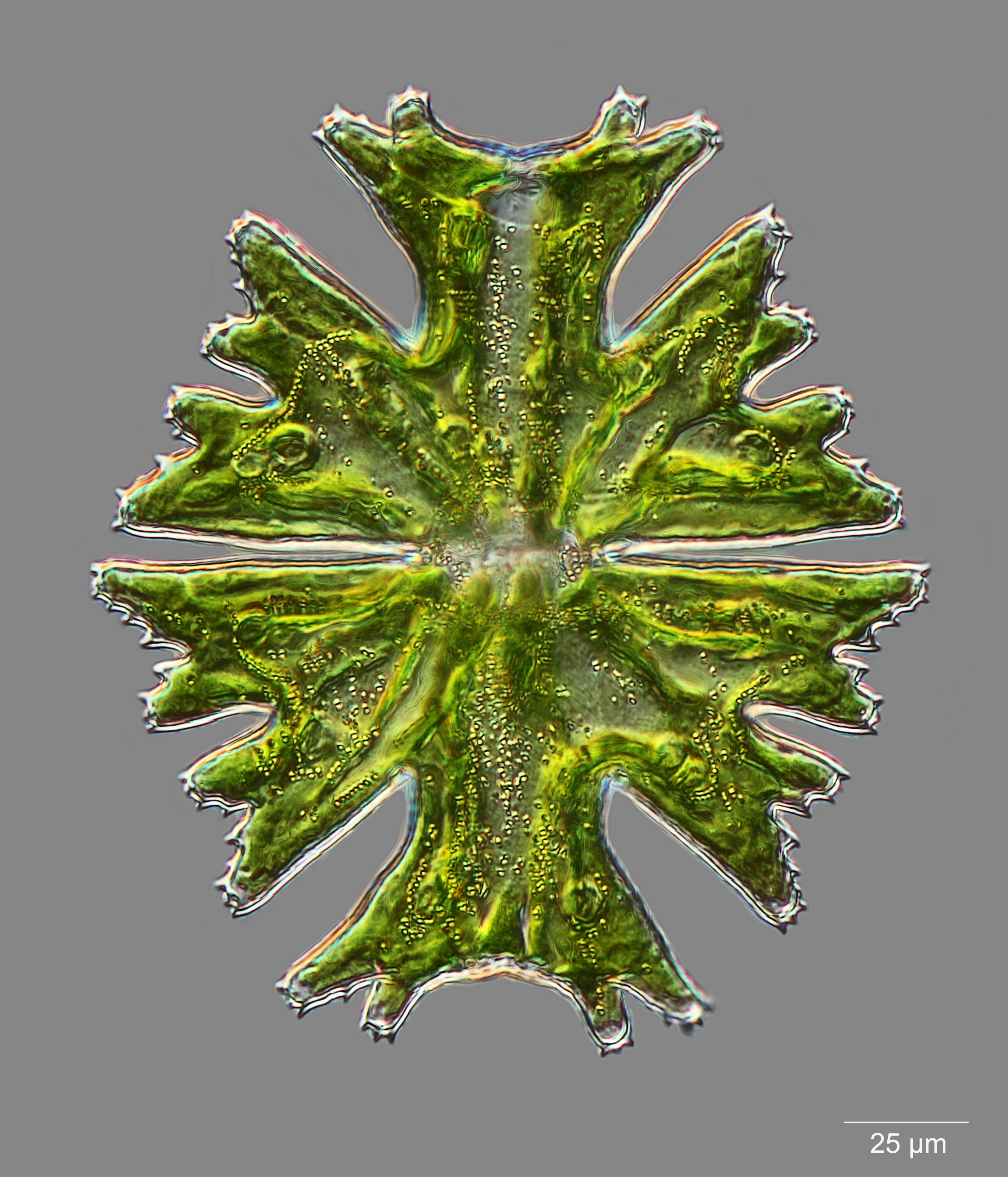
Micrasterias americana
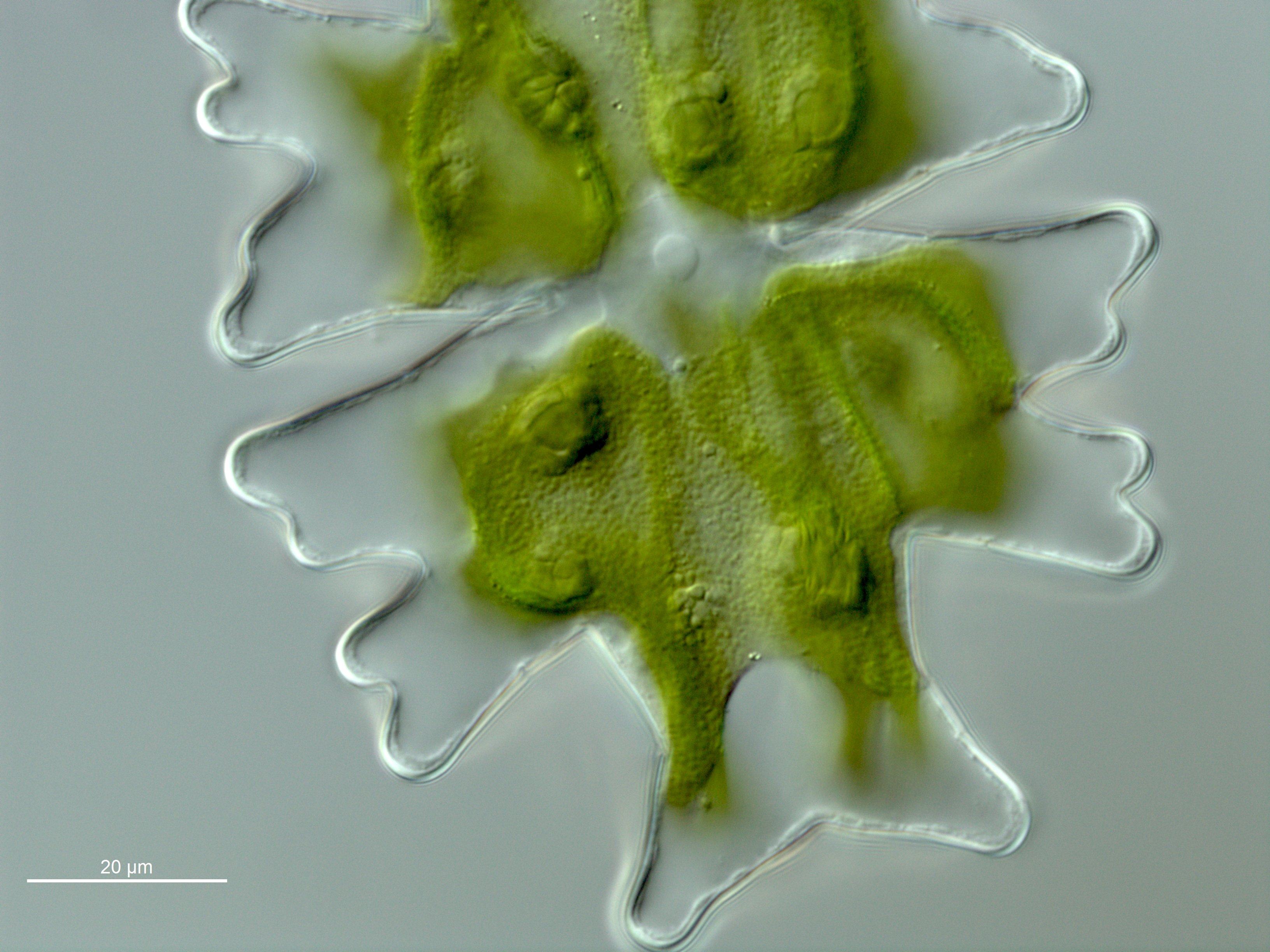
Micrasterias americana
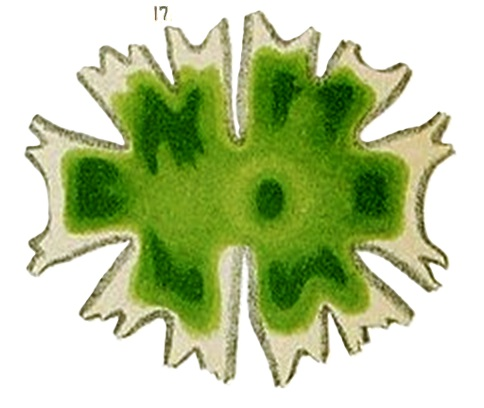
M. americana Illustration von 1872
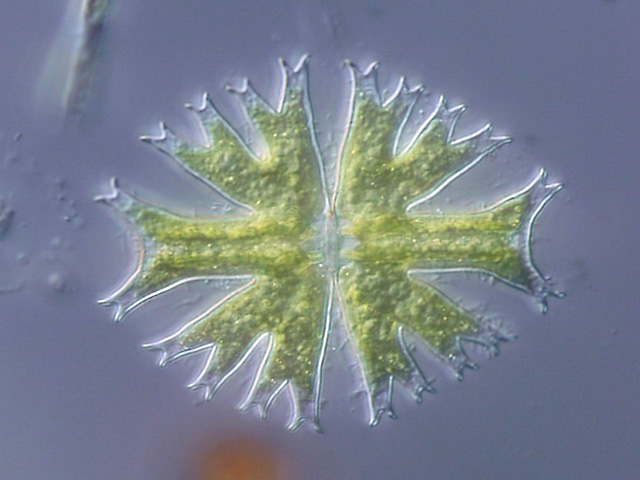
Micrasterias furcata [Micrasterias radiata]
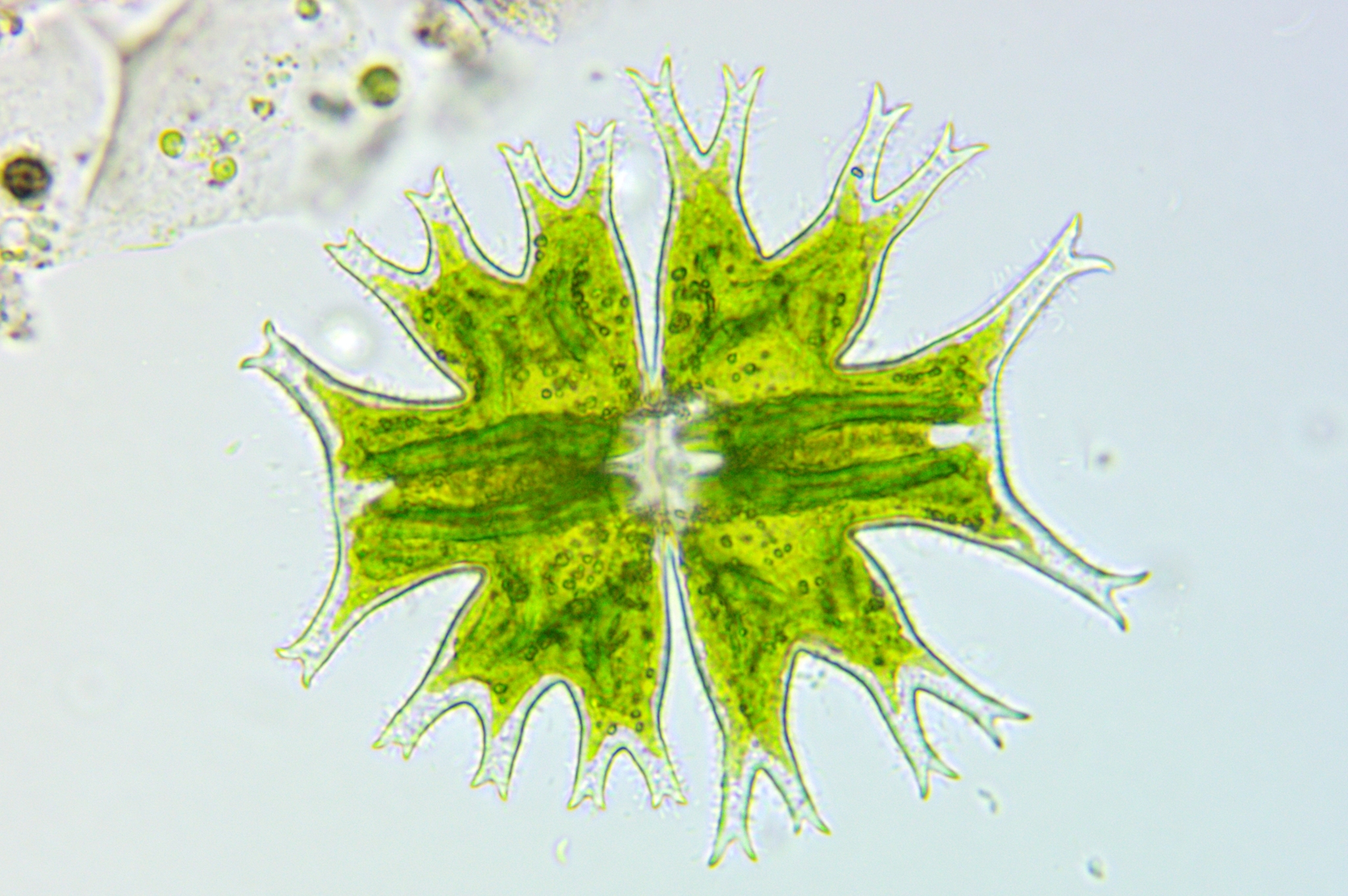
Micrasterias furcata
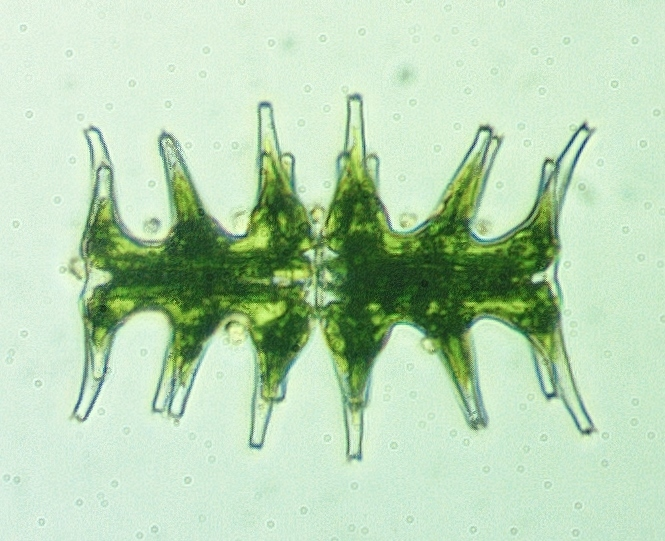
Micrasterias muricata
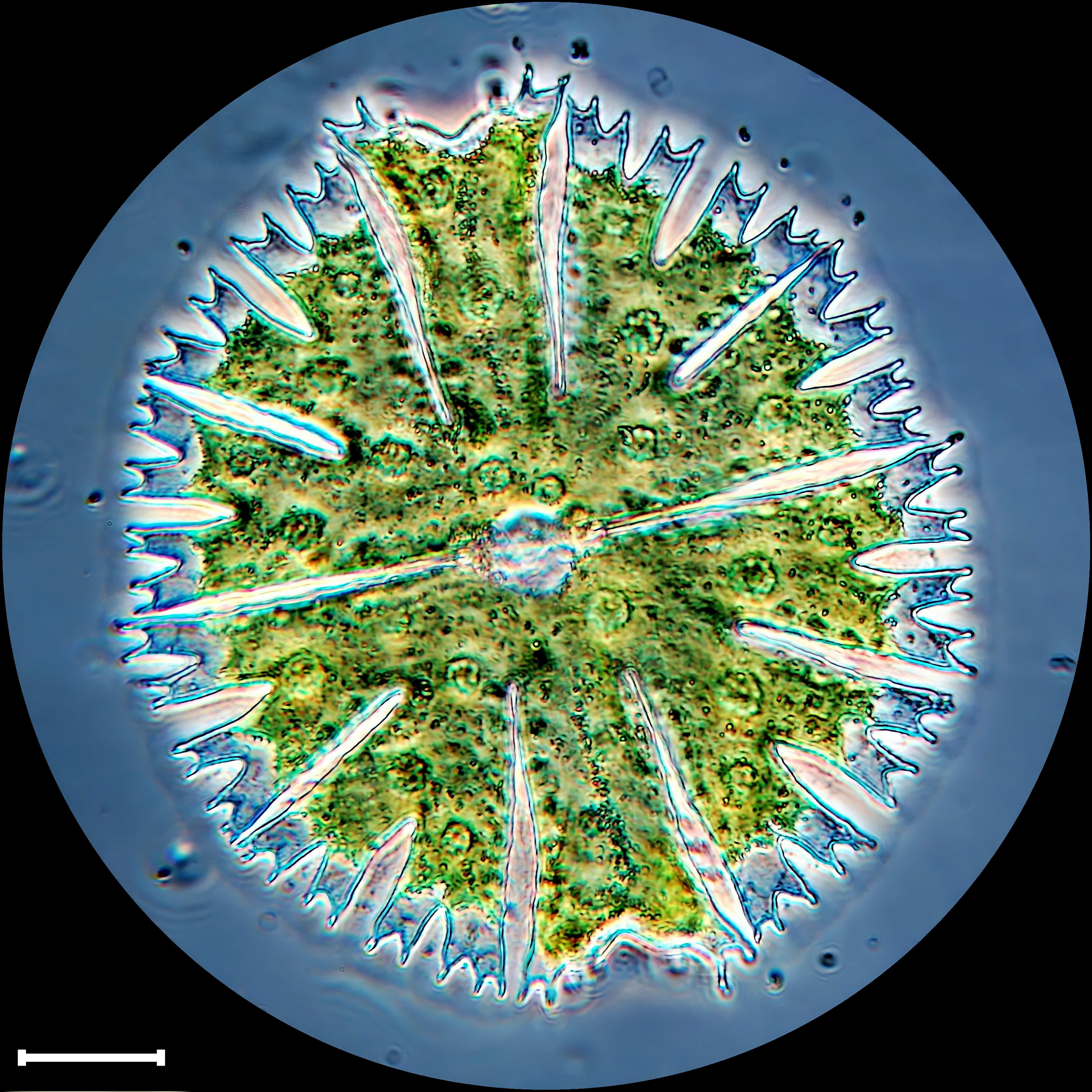
Micrasterias papillifera
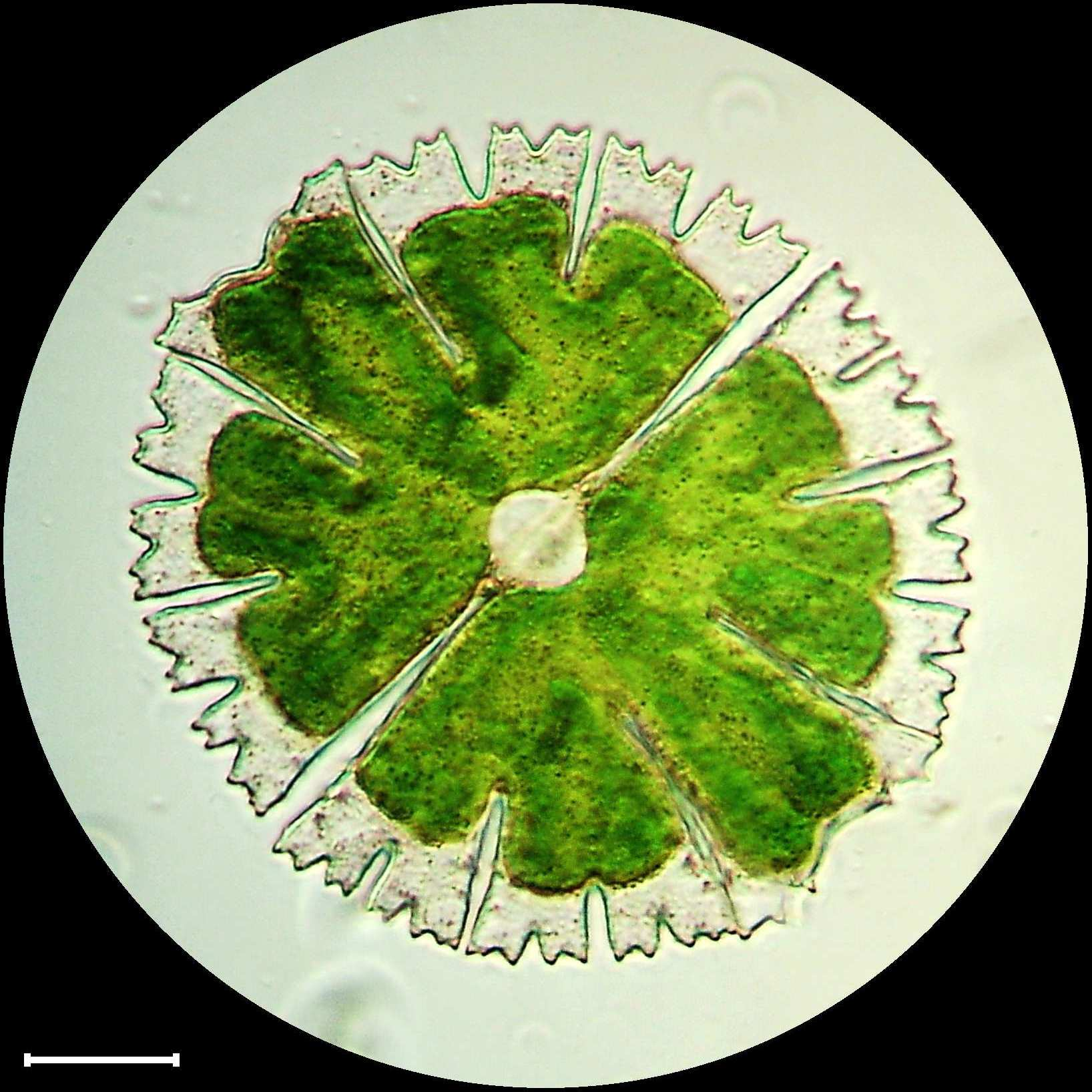
Micrasterias rotata
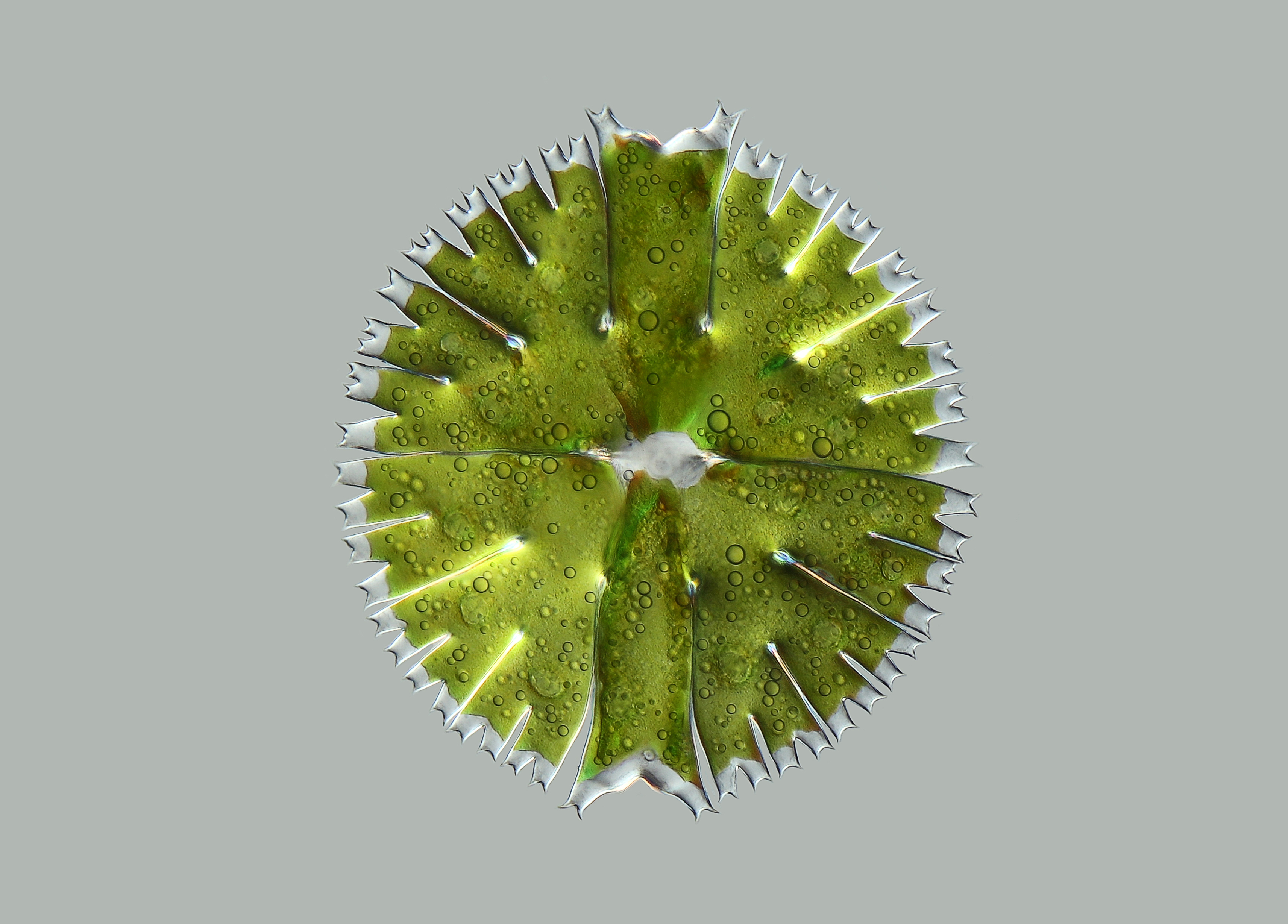
Micrasterias rotata
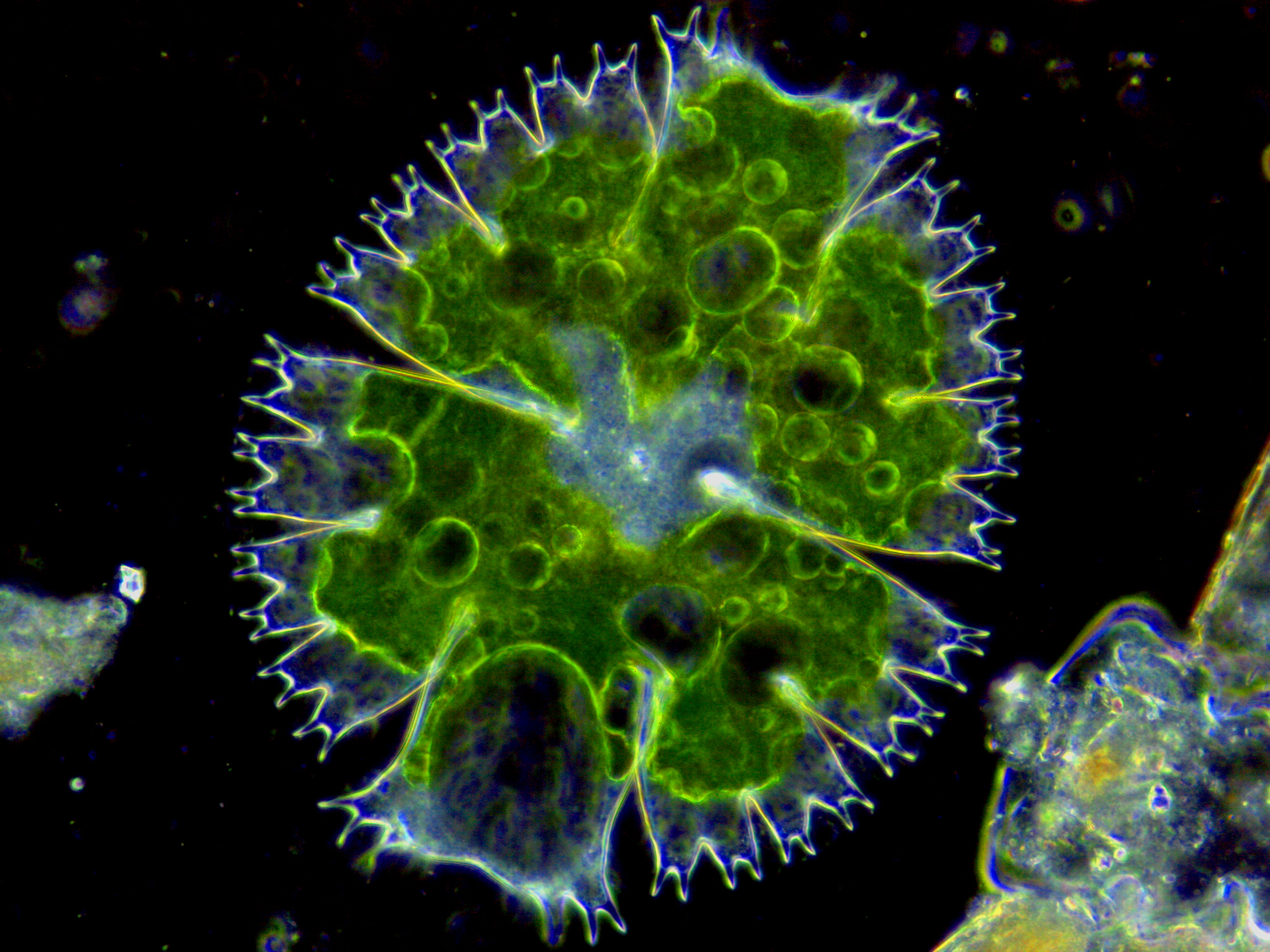
Micrasterias rotata
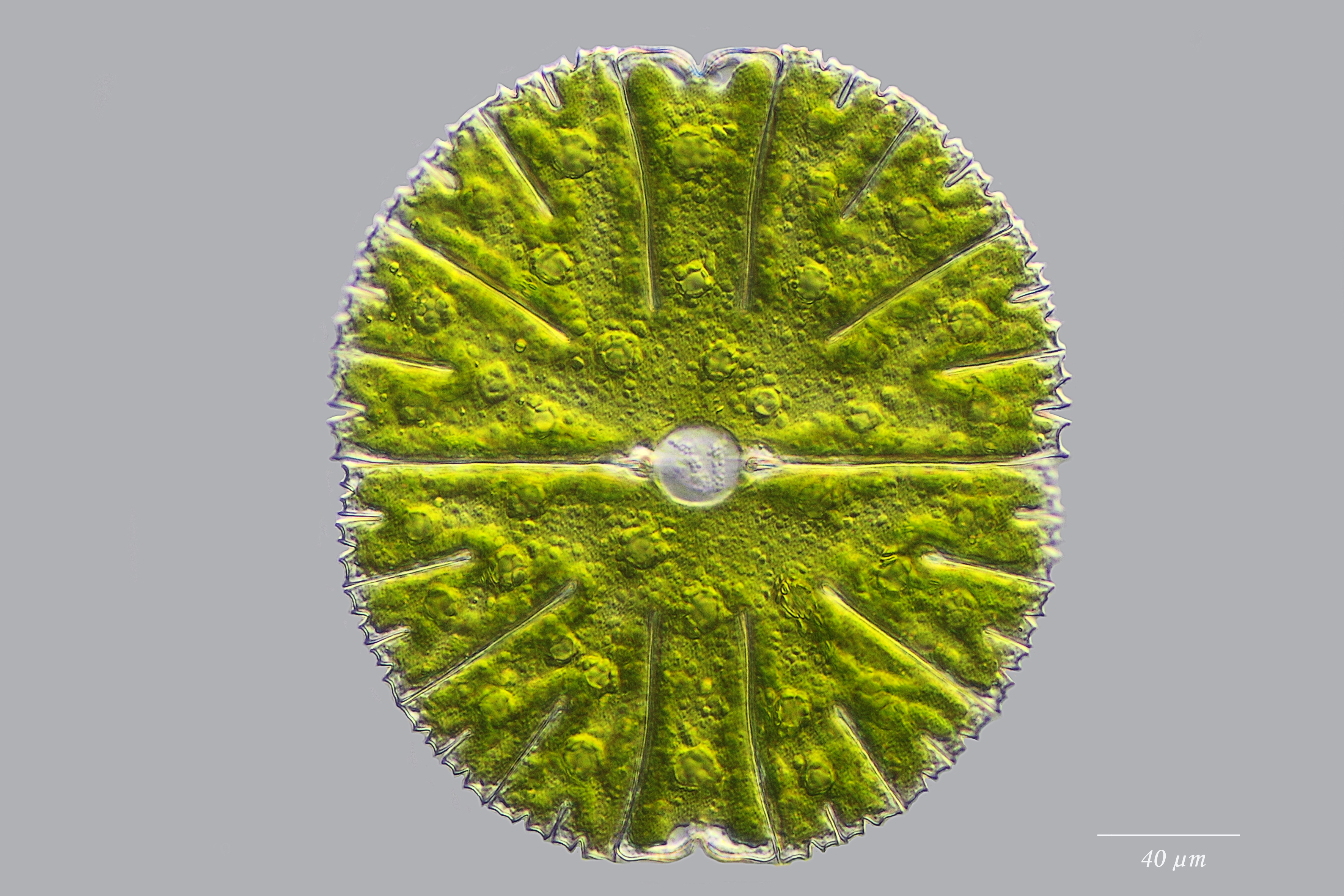
Micrasterias thomasiana
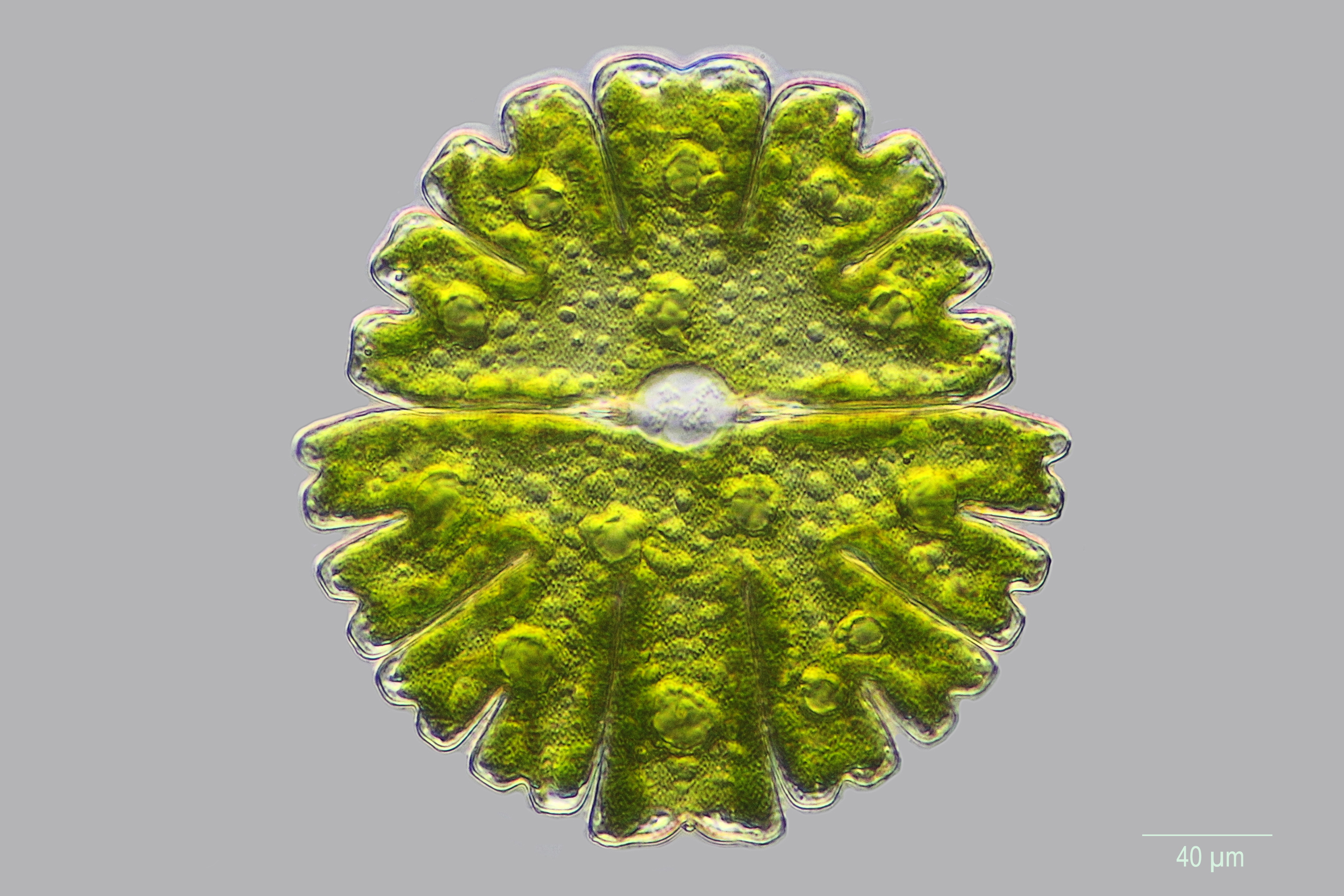
Micrasterias thomasiana
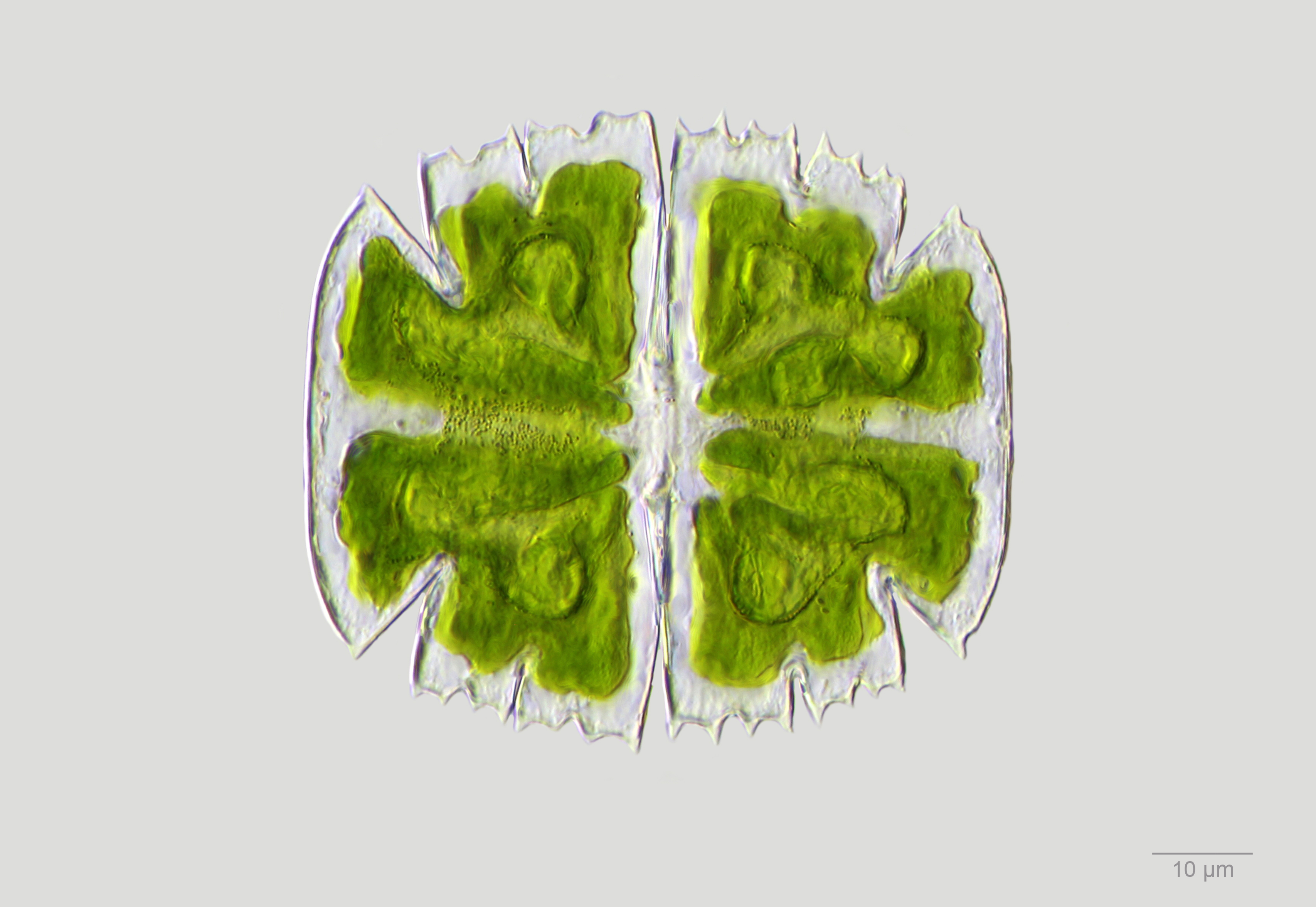
Micrasterias truncata
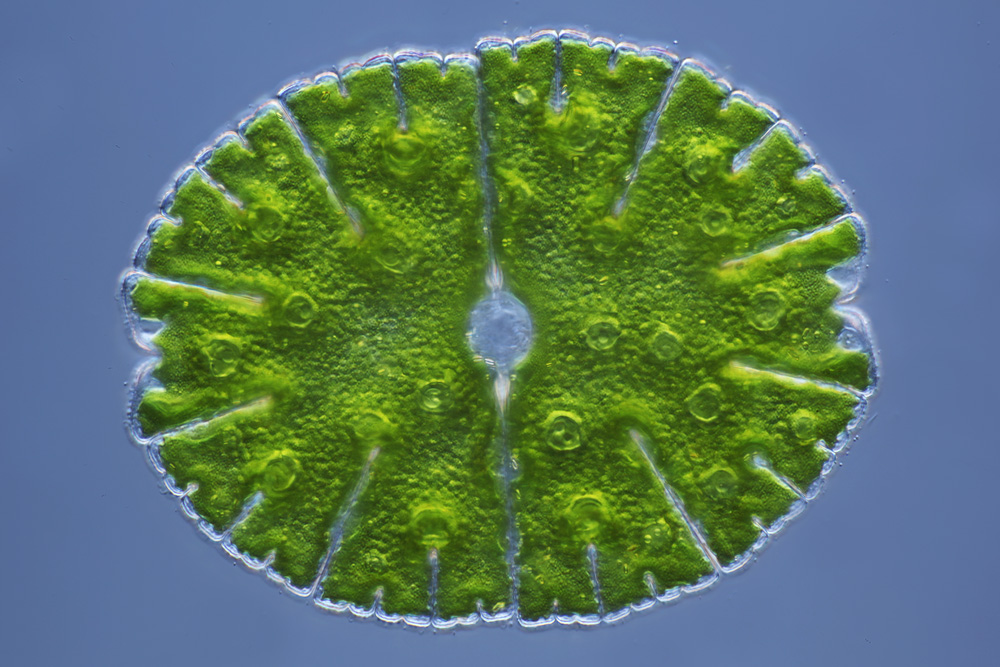
Micrasterias sp.
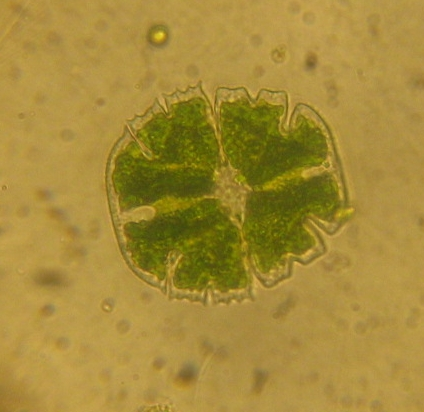
Micrasterias sp., Phytoplankton in Moorseen
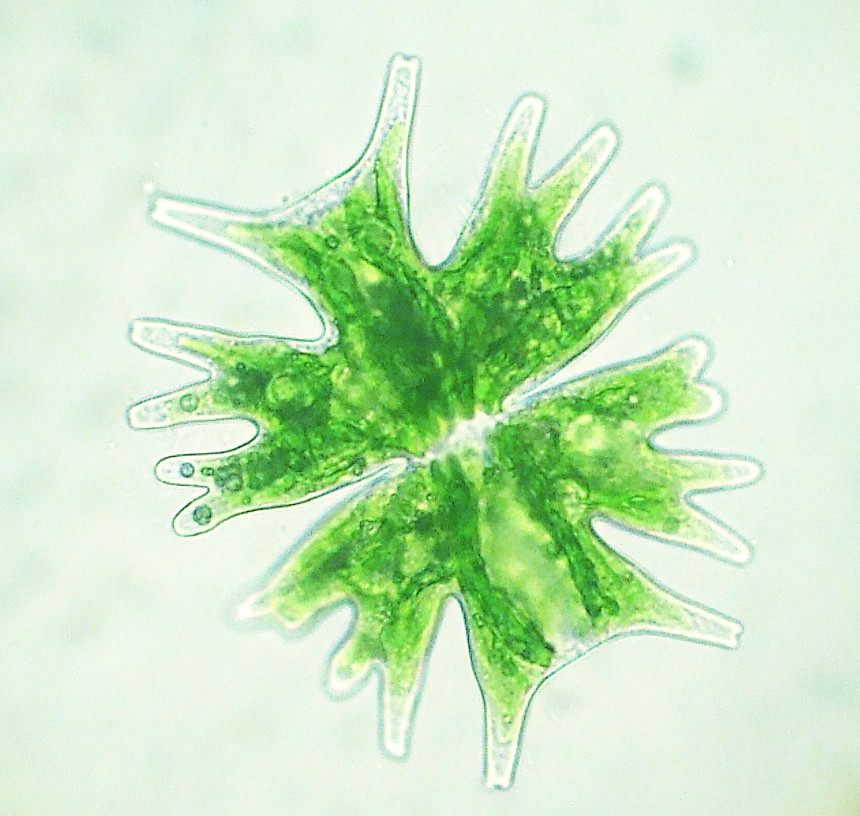
Micrasterias sp.
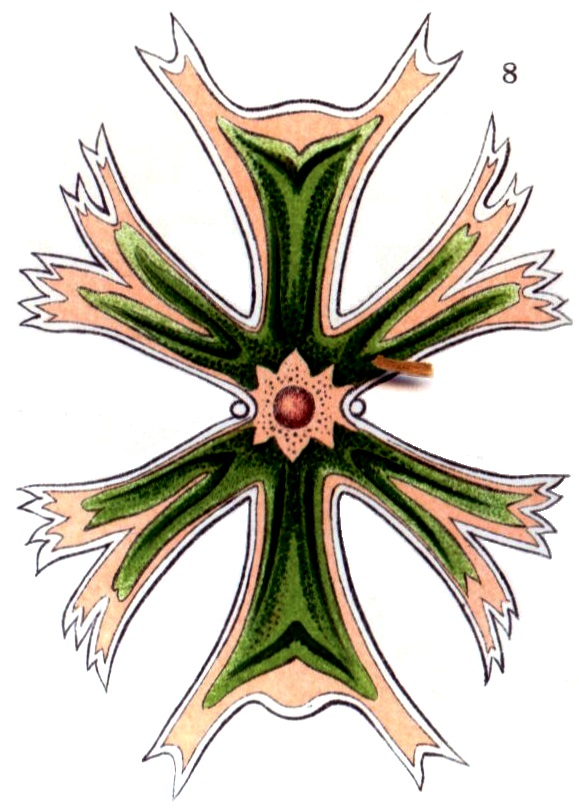
Micrasterias sp., Illustration nach E. Haeckel, 1904

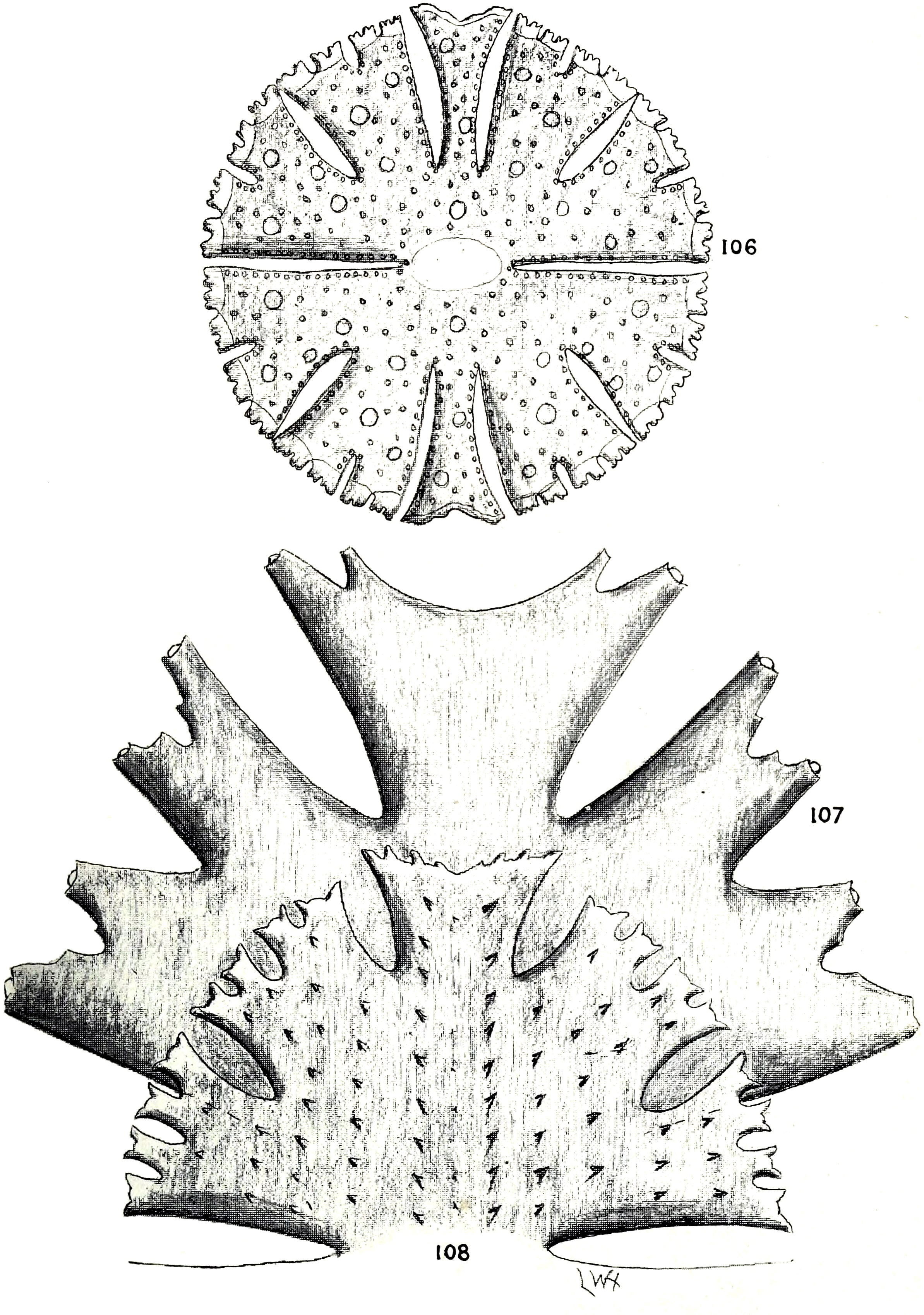
Illustrationen von Herbert W. Conn (1908): Micrasterias-Arten von Connecticut (USA): Fig. 107: M. radiosa var. punctata, Fig. 108: M. crux-melitensis, Fig. 108: M. apiculata.
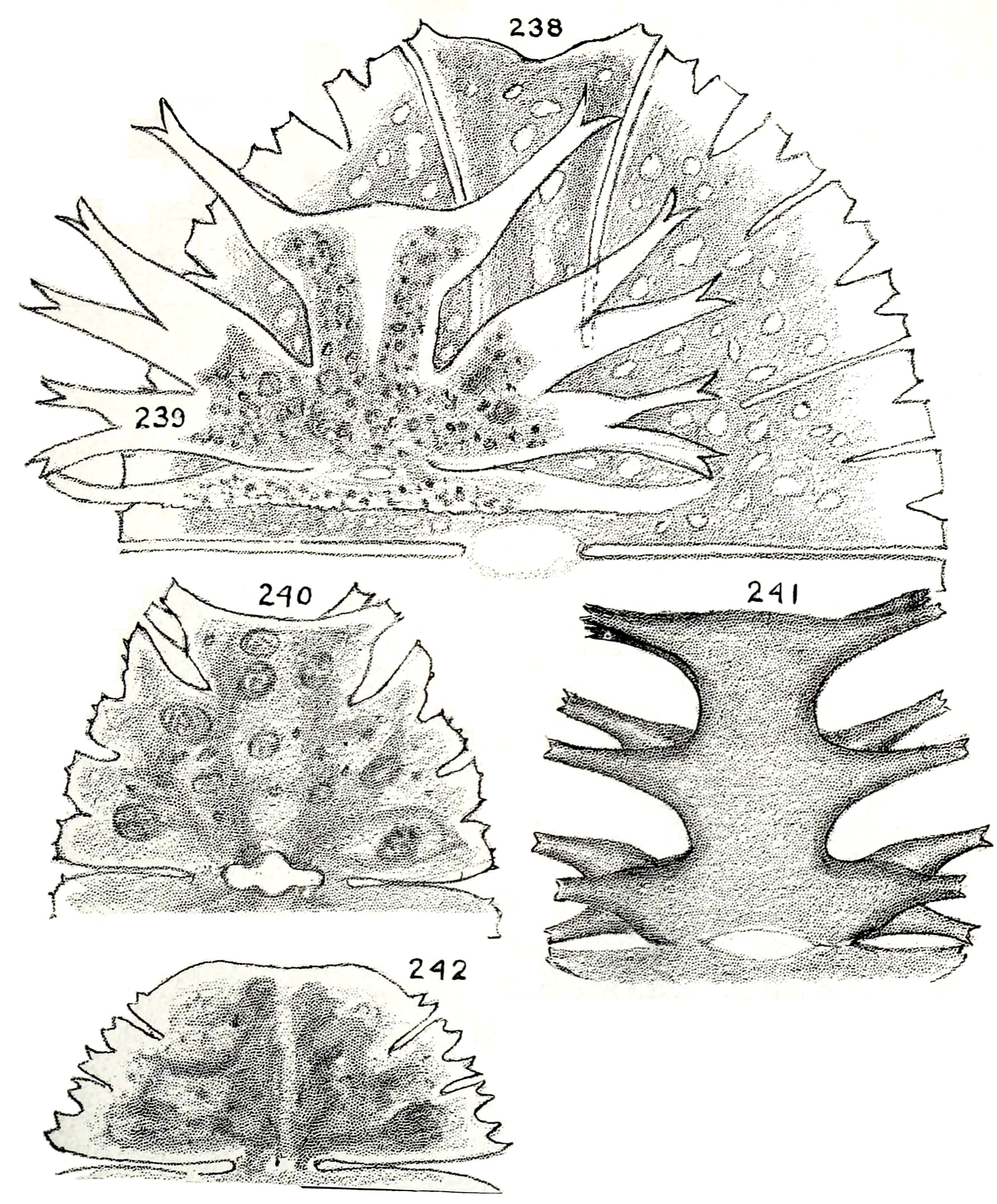
Illustrationen von Herbert W. Conn (1908): Micrasterias-Arten von Connecticut (USA): Fig. 238: M. rotata, Fig. 239: M. furcata, Fig. 240: M. mericana, Fig. 241: M. muricata, Fig. 242: M. truncata.
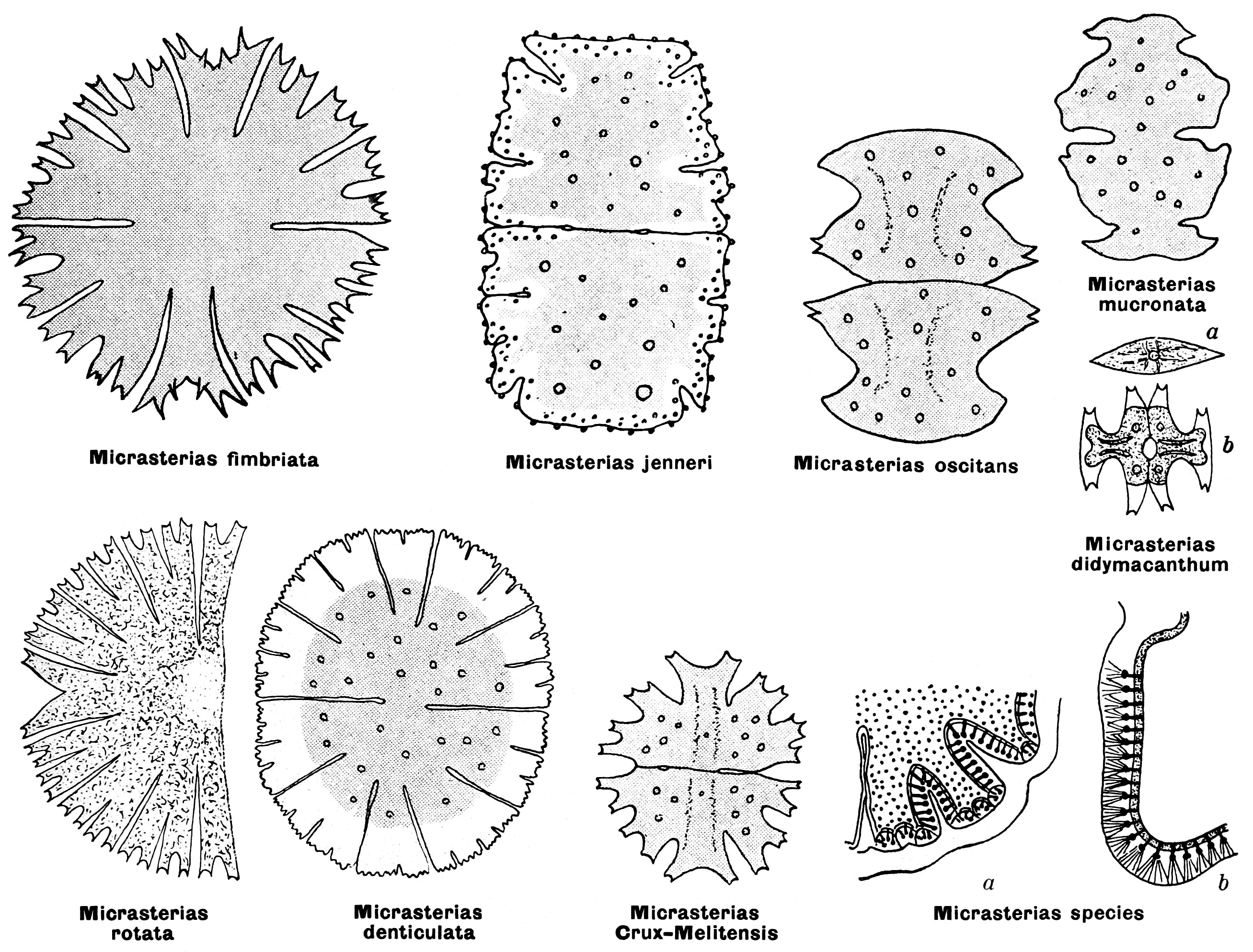
Illustrationen von Henri Coupin (1868): M. fimbriata, M. jenneri, M. oscitans, M. mucronata [M. oscitans var. mucronata], M. didymacanthum Nägeli ⇒ Euastrum didymacanthum Nägeli (1849), M. rotata, M. denticulata, M. crux-melitensis (Malteserkreuzalge), M. sp. (Membranporen).

- Illustrationen von Herbert W. Conn (1908): Micrasterias-Arten von
Connecticut (USA):
Fig. 107: M. radiosa var. punctata,
Fig. 108: M. crux-melitensis,
Fig. 108: M. apiculata.
- Illustrationen von Herbert W. Conn (1908):
Micrasterias-Arten von
Connecticut (USA):
Fig. 238: M. rotata,
Fig. 239: M. furcata,
Fig. 240: M. mericana,
Fig. 241: M. muricata,
Fig. 242: M. truncata.
- Illustrationen von Henri Coupin (1868):
M. fimbriata, M. jenneri, M. oscitans, M. mucronata [M. oscitans var. mucronata],[4] M. didymacanthum Nägeli ⇒ Euastrum didymacanthum Nägeli (1849),[20] M. rotata, M. denticulata, M. crux-melitensis (Malteserkreuzalge), M. sp. (Membranporen).